# Демала Хатпатту
Демала Хатпатту или Демала Патту или Демала Паттува — система административного деления в средневековой и доколониальной Шри-Ланки. Это система позволяла царю наделять землёй. Такие патту были по всей стране. Демала Хатпатту была названа так потому, что на момент создания ей пользовались только тамильские наследственные вожди. Земля предоставлялась вождям тамильского или керальского происхождения за оказанные услуги или в результате завоевания Муккува (см. Муккувар и Ваннимай).
Патту делились на
1. Пандита Паттува
2. Кириметтия Паттува
3. Карамба Паттува
4. Периавелли Паттува
5. Мунесварам Паттувам
6. Аневилундан Паттува
7. Кумараванни Паттува
8. Раджаванни Паттува[2]

Из них только в Мунесварам Паттува имелось более 63 населенных деревень. Считалось, что руководители Мунесварам Паттува происходят от местных божеств храма Муннесварам около 1000 года. В Муесварам Путтува управление находилось у Мараданкулама. Демала Хатпатту свормировали большую часть административных границ современного округа Путталам. В британский колониальный период Демала Хатпатту передавались между провинциями. В 1873 году, когда была создана Северо-Центральной провинции Демала Хатпатту были отделены от Северо-Западной провинции, но в 1875 году, Демала Хатпатту снова были включены в состав Северо-Западной провинции.